# Lutherkirche (Luzk)
Die Lutherkirche (ukrainisch Лютеранська кірха) ist eine baptistische, ehemals evangelisch-lutherische Kirche in Luzk. Das Baudenkmal liegt an der Lutherstraße 1 in dem historisch-kulturellem Schutzgebiet Altstadt von Luzk.
Die Kirche wurde 1907 als Gebäude für die Luzker lutherische Gemeinde errichtet. Seitdem war sie eine der Hauptkirchen von deutschen Ansiedlern im Wolhyner Gebiet. Während des Zweiten Weltkriegs wurde sie zerstört. In der sowjetischen Zeit gehörte sie verschiedenen Einrichtungen. Nach dem Untergang der Sowjetunion wurde sie den Baptisten übergeben, die das Gebäude restaurierten. Heute ist sie ein Baudenkmal, dessen Silhouette sich architektonisch und ästhetisch vom Hintergrund des Luzker Schutzgebietes abhebt.

## Vorgängerbau

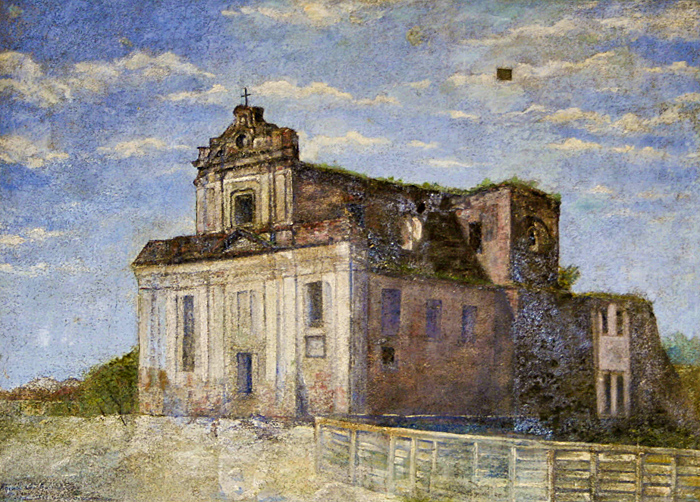
Karmelitenkirche (Vorgängerbau)

Im Jahr 1741 begann man auf der Karajimsjka-Straße die katholische Kirche der Jungfrau Maria des Karmelitenordens zu bauen. Anatolij Bazaljsjkyj war der Stifter, der dem Karmelitenkloster das Dorf Borochiv und 19.000 Goldstücke für den Kirchenbau spendete. Sie wurde in der Tradition des Barock errichtet. Die Wände und die Decke des Innenraums wurden mit Fresken geschmückt. Später, im Jahr 1768, baute Stanislaw Manetsjkyj die Kirche nach einem Brand wieder auf. 1845 wurde die Kirche niedergebrannt und konnte nicht mehr restauriert werden. Viele Jahre stand sie als Ruine und verfiel.
Als das Wolhyner Gebiet ans Russisches Kaiserreich fiel, förderte die Regierung die Übersiedelung der Deutschen hierher, damit sie die Landwirtschaft und Industrie aufzubessern helfen. Besonders aktiv gründete man in den 70er und 80er Jahren des 19. Jahrhunderts deutsche Kolonien.

## Geschichte

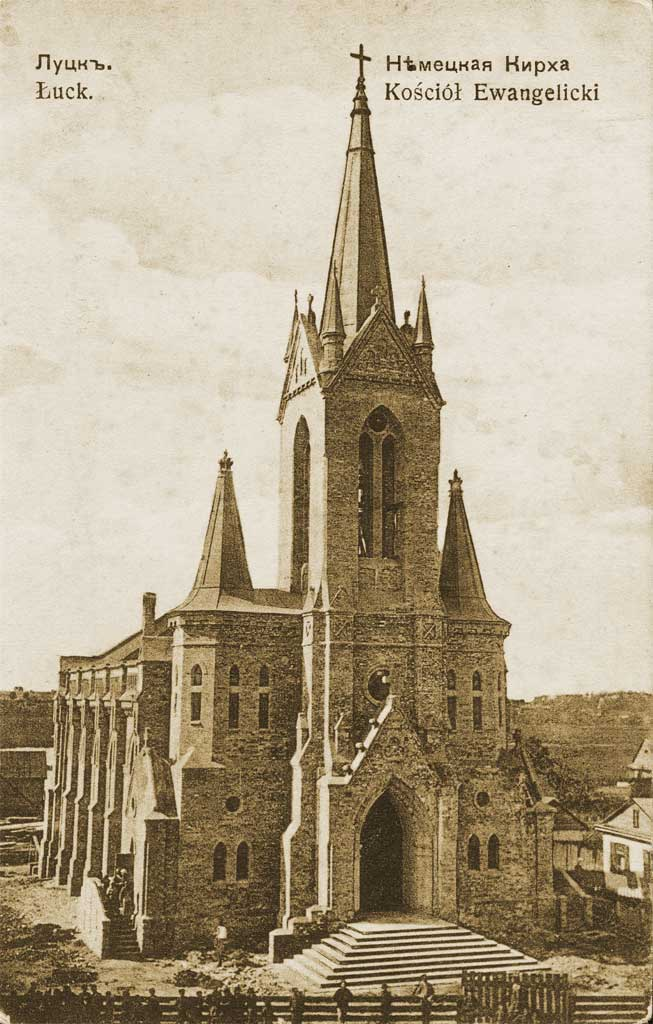
Erstes Foto

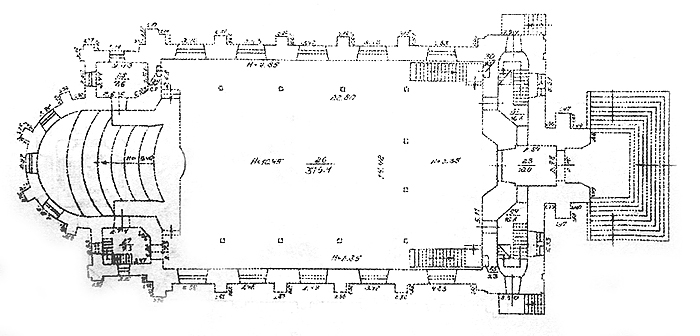
Grundriss der Kirche

Auf den Bau der neuen Lutherkirche erhoben zwei Städte Anspruch – Luzk und Tortschyn. Obwohl die Stadt Tortschyn mehr als hundert Ansiedlungen in ihrem Besitz hatte, wurde die Stadt Luzk bevorzugt, weil sie näher an der Eisenbahn und anderen Verwaltungsorganen lag, mit denen der Bau der Kirche abgestimmt werden sollte. Am 24. Juni 1905 legte man den Grundstein für die neue Kirche, nach dem Entwurf des russlanddeutschen Architekten Christian Beutelspacher (offizieller russischer Name: Христиан Людвигович Бейтельсбахер) (* 1864 in Odessa; † 1929 in Hermannstadt) im neugotischen Stil. Das Baukomitee wurde vom Pastor W. Schlupp geleitet. Die Aufbau dauerte etwa 15 Monate. Die Mitglieder der lutherischen Gemeinde halfen den Bauarbeitern, die notwendige Arbeit durchzuführen.
Eine große Glocke, die in Bochum gefertigt wurde, ist im Zentralturm eingebaut. In der Mitte der Kirche stellte man die Orgel mit 16 Registern der Gebrüder Rieger Fabrik (heute Rieger Orgelbau) auf. Das Kirchenschiff der protestantischen Kirche ist ein heller Saal mit breiten Chorräumen und spitzbögigen Fenstern. Drei Altarfenster wurden bemalt. Auf dem mittleren war das Bild des Christi von Thorvaldsen. Die Ausbauarbeiten im Innenraum dauerten bis 1911.
Die Kirche wurde im Ersten Weltkrieg beschädigt. Im Jahr 1921 wurde A. Kleindienst Pastor der Gemeinde. Nach dem Friedensvertrag von Riga ging Wolhynien an Polen. Die Luzker Kirchgemeinde gehörte nun zum Warschauer Konsistorium. Im Jahr 1927 baute man neben die Kirche noch das Pfarrhaus und die Schule. Nach zwei Jahren besuchte der Präsident von Polen Ignacy Mościcki die Kirche.
Zu Beginn des Zweiten Weltkrieges wurden nach der Vereinbarung im Deutsch-Sowjetischen Grenz- und Freundschaftsvertrag die deutschen Kolonisten nach Polen (Wartheland) ausgesiedelt. Auf diese Weise verlor die Lutherkirche ihre Besitzer.

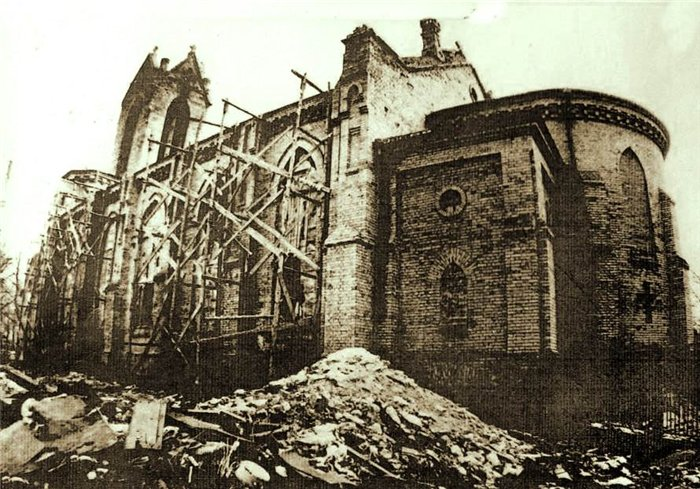
Zustand 1990

Im Jahr 1951 stellte man die Kirche dem Wolhyner Staatsarchiv zur Verfügung. Im Jahr 1960 riss ein großer Sturm den hohen Helm fort und schädigte auch die kleineren Seitenhelme. Das Dach wurde 1972 durch ein Brand vernichtet. Einige Elemente der Außendekoration wurden demontiert.
Im Jahr 1991 wurde die Kirche völlig restauriert. Man reinigte das Mauerwerk und ersetzte die im Ersten Weltkriege zerstörten Ziegel. Die Helme und alle verlorene Bestandteile der Außendekoration wurden wiederhergestellt. Ein neues Kreuz wurde auf der Mittelkuppel des Kirchturms montiert. Der Altar, das Gestühl, Balkone und Kanzel wurden erneuert. In die ehemals vermauerten Apsisfenster setzte man neue Buntglasfenster von Vitalij Jurtschenko ein.
Heute ist die Kirche das „Haus des Evangeliums“ der baptistische Gemeinde. Die lutherische Gemeinde befindet sich im Pfarrhaus.

## Architektur

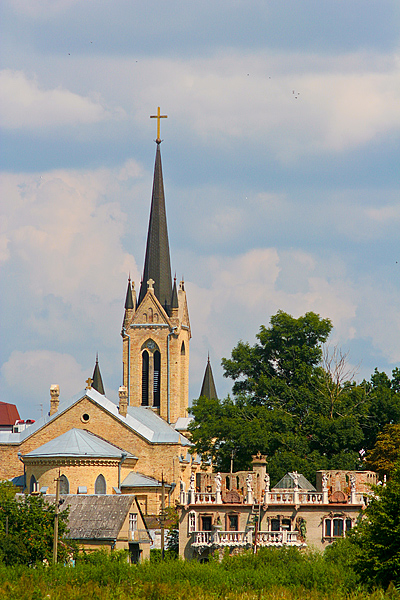
Kirche und Bildhauerhaus

Beim Kirchenbau wurde der neugotische Stil übernommen. Die Kirche ist nicht verputzt. Man verwendete gelbe Hartbrandziegel 27х13х7 cm aus der Ziegelei „Lutschanin“. Heute hat das einschiffige Gebäude einen hohen Glockenturm am Eingang. Der Innenraum setzt sich aus einem traditionellen Narthex, dem Chorraum, dem Kirchenschiff und der Apsis zusammen. Links vom Altar befindet sich die Kanzel. Der Altar hat eine Amphitheaterstruktur, der für einen Chor geeignet ist. Die Kirche hat keine Orgel. Von der Außenseite hat der Eingang eine Spitzbogenform, die mit einem steilen Giebel endet. Der 24 Meter hohe Helm mit zwei kleineren Seitenhelmen, die sich über dem Narthex befinden, schließt die senkrechte Komposition ab. Der hohe Glockenturm mit dem Helm spielt eine wichtige ästhetische Rolle in der allgemeinen Ansicht der Altstadt.

## Pastoren

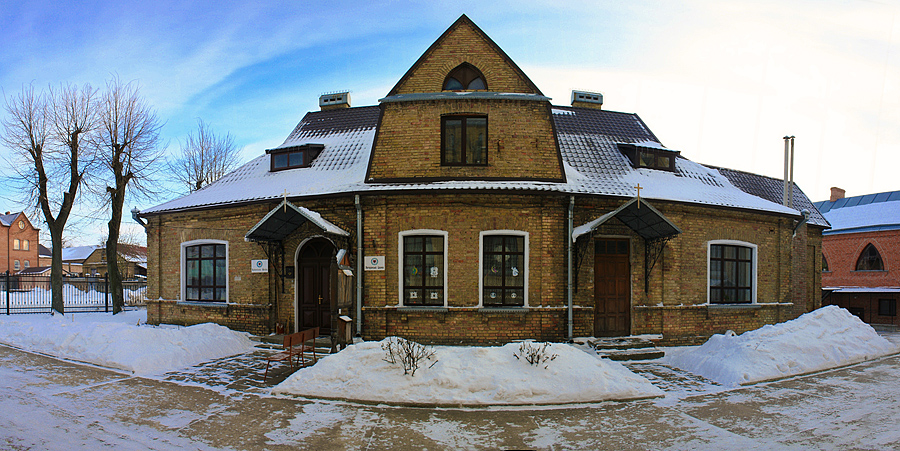
Pfarrhaus

- Arnold Friedrich Hoffman (1899–1904)
- Waldemar Alexander Schlupp (1905–1911)
- Sigismund August Loppe (1911–1916, 1918–1919)
- Theodor Bergman (1919–1921)
- Alfred Rudolf Kleindienst (1921–1938)
- Otto Frank (administrierender Vikar, 1938–1939)
- Krikota Petro Viktorovich (?–2009)
- Yaroslaw Troz (seit 2009)